# Trädsnäppa
Trädsnäppa (Tringa guttifer) är en starkt hotad östasiatisk fågel i familjen snäppor inom ordningen vadarfåglar.

## Utseende
Trädsnäppan är en relativt kraftigt byggd Tringa-vadare, 29–32 centimeter lång och med en vikt på 136–158 gram. I häckningsdräkt är fågeln kraftigt markerad, med vita fläckar på den svartaktiga ovansidan, kraftigt streckad på huvud och nacke och svartfläckig på bröst och flanker. Den är relativt lik gluttsnäppan (Tringa nebularia), därav det tidigare svenska namnet fläckgluttsnäppa, men har kortare och mer gulaktiga ben och med nästan rak tvåfärgad näbb. I flykten syns en enhetligt grå stjärt och den gluttsnäppeliknande vita ryggkilen, men fötterna sticker inte ut bakom stjärten.
I vinterdräkt är ovansidan grå med kontrastrerande bruna mindre vingtäckare, medan hals och huvud är mycket blekare och bröst och flanker saknar fläckar helt. Den anses vara mer tystlåten än gluttsnäppan.

## Utbredning
Trädsnäppan häckar i östra Sibirien, mer specifikt utmed Ochotska havets sydvästra och norra kust i Magadan, Chabarovsk, möjligen västra Kamtjatkahalvön, liksom på Sachalin. Den övervintrar i södra och sydöstra Asien i Bangladesh, Kambodja, Kina, Myanmar, Thailand och Vietnam. Under flyttningstid påträffas den framför allt i Kina, Taiwan och Sydkorea. Observationer i Australien, Filippinerna, Indien, Indonesien, Japan, Myanmar, Nordkorea, Singapore och Sri Lanka kan röra sig om övervintrande eller förbiflyttande fåglar.

## Systematik
Trädsnäppan står sannolikt allra närmast amerikanska arten willet.

## Ekologi
Fläckgluttsnäppan häckar i områden med lärkskogar, kustmader och dyiga stränder för födosök. Vintertid besöker den framför allt vidsträckta dystränder och grunda laguner, men även mangroveträsk, fuktängar, saliner och risfält och dyiga stränder.

### Häckning
Unikt för alla vadare bygger trädsnäppan egna bon som placeras i just träd. Paren häckar ensamma eller i små kolonier med tre till tio par. Den lägger fyra ägg i juni eller tidigt i juli som båda könen ruvar.

## Status och hot
Endast 900-1 600 adulta av fläckgluttsnäppa tros återstå efter att man noterat att den minskat kraftigt. Internationella naturvårdsunionen IUCN kategoriserar därför arten som starkt hotad. Den tros minska på grund av omvandling av både häckningsmiljön, viktiga rastplatser och övervintringsområde till jordbruks- och industriella ändamål.

## Namn
Trädsnäppan kallades tidigare fläckgluttsnäppa men blev 2025 tilldelat ett nytt officiellt svenskt namn av Birdlife Sveriges taxonomikommitté. Bakgrunden till förändringen är att arten inte är närbesläktad med gluttsnäppan. Namnet syftar på att arten unikt för vadare bygger egna bon i träd.